# 서울 흥천사 석조약사여래좌상 및 복장유물
서울 흥천사 약사여래좌상 및 복장유물(서울 興天寺 石造藥師如來坐像 및 腹藏遺物)은 대한민국 서울특별시 성북구 흥천사에 있는 조선시대의 흥천사 약사여래좌상 및 복장유물이다. 2018년 12월 13일 서울특별시의 문화재자료 제74호로 지정되었다.

## 지정사유
현재 노전에 봉안된 석조불상은 세 구이며, 석조약사여래좌상(石造藥師如來坐像)을 중심으로 좌우에 석조아미타여래좌상(石造阿彌陀如來坐像)과 석조지장보살좌상(石造地藏菩薩坐像)이 있다.
1847년에 조성된 약사불 화기(畵記)에 '약사여래 아미타여래 지장보살 주산대왕 석상 4위를 개분중수'한다는 기록과, 2016년에 실시된 복장 조사에서 1853년에 작성된 [만월전 개분원문]이 발견되어 삼존이 같이 봉안되어 왔음을 확인할 수 있다. 그러나 기록에서 언급한 세 구가 현재 노전에 봉안되어 있는 약사불, 아미타불, 지지장보살임을 입증하기는 어렵다.
이에 따라 본존인 석조약사여래좌상 내부에서 1829년에 금어(金魚) 영운의윤(影雲義玧), 관허정관(觀虛定官), 편수(邊手) 지성(智性)이 조성했다는 조성발원문이 조사되었으므로, 1829년의 제작연대와 제작자가 분명히 드러난 석조약사여래좌상만을 서울시 문화재자료로 지정한다.

## 조사보고서
대한불교조계종 직할교구 조계사의 말사인 흥천사는 〈사적기〉에 의하면 1395년에 신덕왕후 강씨(神德王后康氏)가 사망하자 1396년에 능지(陵地)인 정릉(貞陵)을 조영(造營)하면서 능 동쪽에 170여 칸의 원당(願堂)으로 건립되었다. 당시 극락보전에 궁중 원불인 42수 관음보살상을 봉안하고 기도의 향화가 끊이지 않았다.
1510년에 화재로 사찰이 소실되자 1569년에 왕명으로 절을 함취정(含翠亭) 터로 옮겨지었다. 1794년에 성민, 경산, 경신스님이 발원하여 현재 위치로 이건한 뒤 신흥사로 바꾸었다. 1846년에 칠성각을, 1849년에 적조암을, 1853년에 극락보전을, 1855년에 명부전을, 1865년에 대방과 요사채를 짓고 사찰 이름을 원래의 흥천사로 바꾸었다.
현재 노전에 봉안된 석조불상은 세 구이며, 석조약사여래좌상(石造藥師如來坐像)을 중심으로 좌우에 석조아미타여래좌상(石造阿彌陀如來坐像)과 석조지장보살좌상(石造地藏菩薩坐像)이 있다(도3). 전체적으로 세 구의 불상은 조성시기의 차이가 크지는 않으나 규격과 조각수법이 달라 같은 때에 제작된 것이 아니라 어느 시점에 같이 모셔진 것으로 보인다. 그러나 1847년에 조성된 약사불 화기(畵記)에 '약사여래 아미타여래 지장보살 주산대왕 석상 4위를 개분중수'한다는 기록과 2016년에 실시된 복장 조사에서 1853년에 작성된 [만월전 개분원문]이 발견되어 삼존이 같이 봉안되어 왔음을 확인할 수 있다. 아울러 본존인 석조약사여래좌상 내부에서 1829년에 금어(金魚) 영운의윤(影雲義玧), 관허정관(觀虛定官), 편수(邊手) 지성(智性)이 조성했다는
조성발원문이 조사되었다.
석조약사여래좌상은 높이 53.5cm의 중소형 불상으로 조선후기에 제작된 상이다(도1-2). 불상은 신체에 비해 머리가 큰 편이며, 선정인을 취한 손 위에 둥근 약기(藥器)를 들고 있다. 머리는 둥근 나발(螺髮)로 표현되고 육계(肉髻) 정면에 중앙계주(中間髻珠)가, 정수리에 정상계주(頂上髻珠)가 놓여 있다. 부처의 상호는 방형으로 두 귀가 어깨에 닿을 만큼 길게 내려오고, 반쯤 뜬 눈은 눈꼬리가 위로 올라간다. 코는 콧날이 곧게 뻗은 삼각형이며, 입술이 두툼한 편이다. 걸쳐 입은 대의는 오른쪽 어깨에서 대의자락이 팔뚝까지 사선을 그리고, 나머지 대의자락은 팔꿈치와 복부를 지나 왼쪽 어깨로 넘어갔지만, 등 뒤의 대의자락을 생략하였다. 대의는 왼쪽 어깨를 완전히 덮었고 팔꿈치 안쪽으로 길게 늘어져 있는 한 가닥의 옷자락은 조선전기 불상에서 볼 수 있는 요소이다. 하반신의 대의처리는 거의 수평으로 옷주름이 늘려져 있어 목조불상을 만든 조각승들의 조형 감각과 다른 편이다. 아미타불상과 지장보살상은 전형적인 조선후기 목조불상과 달리 엉성한 자세와 단순화된 착의법 등으로 표현되어 있다.

## 복장 유물
약사여래좌상에서 발견된 복장물은 불상 바닥면에 접힌 상태로 붙어 있던 조성기(도4, 참고Ⅰ), 개채기(2점, 도5-6, 참고Ⅱ, 참고Ⅲ)와 불상 내부에 있었던 주색다라니, 오색실, 방형(方形)의 복장낭, 방원경을 상징하는 원형과 방형의 종이 등이다(도7). 복장물의 목록은 다음과 같다.
| 명칭                           | 사진 | 크기(cm)  | 비고                                                                                        |
| ------------------------------ | ---- | --------- | ------------------------------------------------------------------------------------------- |
| 약사여래좌상 발원문 (道光九年) |      | 29.6✕38.5 | - 상부 5cm 결락 - 금어: 影雲義玧, 觀虛定官 - 1829년 - “……奉安于三角山新興寺〇〇〇藥師殿 ……” |
| 滿月殿改粉願文 (咸豐三年)      |      | 50.5✕58.5 | - 1853년 - “……지금 이 만월전의 약사여래・아미타 불・지장보살 삼존상의……”                    |
| 滿月殿改粉願文 (同治十年)      |      | 50.0✕46.5 | - 1871년 - “……만월전의 약사여래・아미타불・지장 보살 삼존상의 개분 ……”                      |
| 4엽종이                        |      | 31.2✕28.6 |                                                                                             |
| 바닥종이                       |      | 33.2✕26.5 |                                                                                             |
| 다라니                         |      | 7✕153.5   |                                                                                             |
| 상량 봉투                      |      | 30.5✕9.0  |                                                                                             |
| 금박                           |      | 5.8✕5.8   | - 겹                                                                                        |
| 복장낭                         |      | 7.0✕8.0   | - 雪訓                                                                                      |

## 참고 문헌
- 흥천사 약사여래좌상 및 복장유물 - 국가유산청 국가유산포털